# Vampirella (revista)
Vampirella fue el título de dos revistas especializadas en historieta de terror, una estadounidense y otra española, que al principio compartían mucho de su material. La versión estadounidense apareció en 1969 editada por Warren Publishing. La versión española fue editada por Garbo a partir de 1974, formando parte del llamado «boom del cómic adulto en España». Contenía historietas de su personaje homónimo, además de otras muchas.

## La edición estadounidense (1969-1983)
Constó de 112 números, con escasas series, si se exceptúa la de su personaje insignia:
| Números        | Título               | Guion                 | Dibujo                  | Tipo |
| -------------- | -------------------- | --------------------- | ----------------------- | ---- |
| 1-             | Vampirella           | Forrest J. Ackerman   | Varios                  |      |
| 21-            | Tomb Of The Gods     | Esteban Maroto        | Esteban Maroto          |      |
| 30-33, 42, 108 | Pantha               | Steve Skeates         | Rafael Auraleon         |      |
| 93-            | Cassandra St. Knight | Rich Margopoulos      | Rafael Auraleon         |      |
| 104, 106       | Jeremy               | Paul Gillon           | Paul Gillon             |      |
| 108, 110, 112  | Torpedo, 1936        | Enrique Sánchez Abulí | Alex Toth, Jordi Bernet |      |

## La edición española (1974-)
Hubo de adoptar, igual que Vampus o Rufus, el formato y las características una publicación «seria», para escapar de la censura ejercida por la Comisión de Publicaciones Infantiles y Juveniles, la cual pretendía controlar todo cómic susceptible de «caer en manos del niño», aunque especificase en su portada que se dirigía a un lector adulto.